# The Line of Beauty (miniserie televisiva)
The Line of Beauty è una miniserie televisiva britannica del 2006 diretta da Saul Dibb e tratta dall'omonimo romanzo di Alan Hollinghurst.

## Trama
Fresco di laurea a Oxford, Nick Guest arriva nella Londra thatchieriana, ospite della facoltosa famiglia Fedden.

## Episodi
| Stagione       | Episodi | Prima TV originale | Prima TV Italia |
| -------------- | ------- | ------------------ | --------------- |
| Prima stagione | 3       | 2006               | inedita         |

## Distribuzione
I tre episodi della miniserie furono trasmessi settimanalmente sulla BBC Two tra il 17 e il 31 maggio 2006.